# Gondol (bådtype)
 For alternative betydninger, se Gondol. (Se også artikler, som begynder med Gondol)
En gondol er en lang, smal, fladbundet venetiansk båd, der har høje stævne og drives frem ved hjælp af én åre. Gondolen føres af en gondoliere, der står bagerst, mens han ser fremad og skubber med åren. Gondolieren bruger åren som åre. Ikke som stage, selvom den næsten holdes lodret. Åren kan nemlig ikke nå bunden af kanalerne i Venedig.
Det vurderes, at der var flere tusinde gondoler i det 18. århundrede. I dag findes der nogle hundrede, hvoraf de fleste bruges af turister. Der bruges fortsat nogen som færger og andre bruges til privat brug. Gondolerne udviklede sig frem til slutningen af det 19. århundrede, hvor motorbådene overtog trafikken.